# Гаске, Ришар
Риша́р Гаске́ (фр. Richard Gasquet; род. 18 июня 1986 года в Безье, Франция) — французский профессиональный теннисист; полуфиналист трёх турниров Большого шлема в одиночном разряде (Уимблдон-2007, Открытый чемпионат США-2013 и Уимблдон-2015); победитель одного турнира Большого шлема в миксте (Открытый чемпионат Франции-2004); бронзовый призёр Олимпийских игр 2012 года в парном разряде; победитель 18 турниров ATP (из них 16 в одиночном разряде); победитель Кубка Дэвиса (2017) и финалист Кубка Дэвиса (2014), Кубка Хопмана (2012) в составе национальной сборной Франции; бывшая седьмая ракетка мира в одиночном разряде.
Победитель двух юниорских турниров Большого шлема в одиночном разряде (Открытый чемпионат Франции, Открытый чемпионат США-2002); бывшая первая ракетка мира в юниорском одиночном рейтинге.

## Общая информация
Начал играть в теннис в 4 года вместе с отцом Франсисом, маму Ришара зовут Марис.
Стиль игры
Ришар по праву считается одним из наиболее талантливых теннисистов мира. Гаске достаточно универсален — он успешно действует на разных покрытиях, что подтверждается его титулами на траве, грунте, харде и ковре.
Ришар — один из самых быстрых теннисистов, он успевает добежать практически за любым мячом, при этом он отличается умением очень быстро наносить удары, молниеносно выполняя замахи, причём речь идёт об ударах как открытой, так и закрытой ракеткой, а также укороченных. Его одноручный бэкхенд один из самых стабильных в туре, а быстрый замах позволяет ему очень удачно принимать подачи закрытой ракеткой, что не всегда удаётся другим теннисистам. Гаске успешно выступает и в паре, в апреле 2008 года впервые войдя в топ-50 мирового рейтинга — хорошая подача и уверенная игра у сетки помогают ему не затеряться даже среди признанных мастеров парной игры.
Инвентарь
Одежда — Le Coq Sportif, обувь — ASICS, ракетка — Head Youtek IG Extreme Pro 2.0

## Спортивная карьера

### Начало карьеры
Дебютировал на турнирах ATP в апреле 2002 года в возрасте 15 лет, получив уайлд-кард в квалификацию турнира серии Мастерс в Монте-Карло и пройдя её, стал самым молодым участником турниров серии Мастерс за всю их историю. В первом круге основной сетки Ришар победил аргентинца Франко Скиллари, став самым молодым игроком за последние 20 лет, одержавшим победу в матче на турнире ATP, но во втором раунде проиграл игроку топ-10 Марату Сафину. Затем он смог выиграть два турнира из серии «фьючерс». В том же 2002 году на Ролан Гаррос Гаске дебютировал на турнирах Большого Шлема в возрасте 15 лет, 11 месяцев и 9 дней, что стало вторым показателем в истории этого турнира. Помимо этого он выступал на Ролан Гаррос и в юниорских соревнованиях и сумел выиграть турнир. В июле он побеждает на первом для себя турнире из серии «челленджер» в Монтобане.
В начале 2003 года дебютирует на Открытом чемпионате Австралии, где проиграл в первом же раунде.
В марте того же года выигрывает «челленджер» в Сараево, в апреле в Наполи, в июне в Реджо-Эмилия, а в сентябре в Гренобле. В 2003 году стал самым молодым игроком в истории, закончившим год в первой сотне мирового рейтинга.
В феврале 2004 года в Буэнос-Айресе впервые дошёл до полуфинала турнира ATP. Затем большую часть сезона не преодолевал первых раундов на турнирах, в которых принимал участие. Зато в мае ему удалось завоевать первый чемпионский титул на турнирах серии Большого шлема. Он становится победителем Открытого чемпионата Франции в миксте в паре с Татьяной Головин. В финале они обыграли Кару и Уэйна Блэков (6-3, 6-4). В октябре 2004 года он смог впервые выйти в финал турнира ATP. В Меце он сыграл первый решающий матч за титул ATP против Жерома Энеля и уступил — 6-7(9), 4-6.

### 2005—2007 (первые титулы АТП и полуфинал Уимблдона)
В марте и апреле 2005 года выиграл два «челленджера» в Барлетте и Наполи. В апреле на турнире серии Мастерс в Монте-Карло Гаске удалось выйти в полуфинал. Среди тех кого он обыграл были Николай Давыденко (4-6, 7-5, 6-2) и первая ракетка мира Роджер Федерер (6-7, 6-2, 7-6), но в полуфинале уступил своему ровеснику из Испании Рафаэлю Надалю (7-6, 4-6, 3-6). С именитым швейцарцем следующий раз он встретился в мае 2005 года в финале турнира Мастерс в Гамбурге и на этот раз уступил ему — 3-6, 5-7, 6-7(4). На Открытом чемпионате Франции он вышел в третий раунд, где в трёх сетах уступил будущему чемпиону Рафаэлю Надалю.
Успешные выступления продолжились и летом на травяных турнирах. Сначала он вышел в четвертьфинал в Лондоне, а затем выиграл первый титул на турнире ATP в Ноттингеме, где одолел на траве Парадорна Шричапана, Тейлора Дента, а в финале Максима Мирного. На Уимблдонском турнире Гаске смог дойти до четвёртого раунда, где проиграл аргентинцу Давиду Налбандяну (Налбандяна, как и своего одногодку Надаля, Гаске за свою карьеру так ни разу и не победил). Такого же результата он добился на дебютном для себя Открытом чемпионате США. По итогам 2005 года 19-летний француз занял 16-ю строчку мирового рейтинга.
Первая часть сезона 2006 года складывается для Гаске не очень удачно. На всех турнирах он не может преодолеть первых раундов. На Открытом чемпионате Австралии вылетел в первом раунде, а на чемпионате Франции во втором. В мае он выиграл первый парный титул ATP в Меце совместно с Фабрисом Санторо. В июне защитил свой прошлогодний титул на турнире в Ноттингеме. На Уимблдонском турнире ему в первом же раунде достался первый в мире Роджер Федерер, которому Гаске уступил — 3-6, 2-6, 2-6. Обыграв в финале турнира в Гштаде Фелисиано Лопеса (7-6(4), 6-7(3), 6-3, 6-3), Ришар выиграл третий одиночный титул ATP. В августе, обыграв Фабриса Санторо, Джеймса Блэйка, Фернандо Вердаско, Томаша Бердыха, Энди Маррея, Гаске вышел в финал турнира Мастерс в Торонто. В решающем матче он проиграл Роджеру Федереру (6-2, 3-6, 2-6). На Открытом чемпионате США, как и в прошлом году он дошёл до четвёртого раунда. В конце октября ему удалось выиграть ещё один титул. В финале турнира в Лионе он выиграл у Марка Жикеля (6-3, 6-1).
2007 год Гаске начинает с четвертьфинала в Аделаиде и полуфинала в Сиднее. На Открытом чемпионате Австралии он дошёл до четвёртого раунда. В феврале дошёл до четвертьфинала в Марселе, а в апреле на Мастерсе в Монте-Карло. В начале мая сыграл финал на турнире в Эшториле, где уступил Новаку Джоковичу — 6-7(7), 6-0, 1-6. На Открытом чемпионате Франции проигрывает во втором раунде.
Успешно он выступил на Уимблдонском турнире 2007 года. Гаске удалось дойти до полуфинала турнира, обыграв в четвертьфинале дважды финалиста Уимблдона Энди Роддика (4-6, 4-6, 7-6(2), 7-6(3), 8-6). В полуфинале он проиграл Роджеру Федереру (5-7, 3-6, 4-6). Выступление на Уимблдонском турнире позволило Гаске впервые войти в первую десятку и занять самое высокое место в своей карьере — 7е. На Открытом чемпионате США он остановился на стадии второго раунда. В конце сентября на турнире в Мумбае, выиграв в финале у Оливье Рохуса (6-3, 6-4), завоевал пятый одиночный титул на турнирах ATP. Затем ему удалось дойти до финала на турнире в Токио. В концовке сезона он вышел в полуфинал на турнире Мастерс Париже и отобрался на итоговый турнир, где не вышел из группы.

### 2008—2009
На Открытом чемпионате Австралии 2008 года Гаске дошёл до четвёртого раунда. Такого же результата он добился на Мастерсе в Индиан-Уэлсе. Не смог выступить на Открытом чемпионате Франции из-за травмы. В июне на турнире в Лондоне вышел в четвертьфинал. На Уимблдонском турнире до четвёртого раунда, где в упорной борьбе проиграл Энди Маррею (7-5, 6-3, 6-7(3), 2-6, 4-6). В июле вышел в финал на турнире в Штутгарте, где проиграл Хуану Мартину дель Потро (4-6, 5-7). На Мастерсе в Торонто он вышел в четвертьфинал, выиграв для этого у № 5 в мире Давида Феррера (6-3, 6-3) и проиграв затем № 2 Рафаэлю Надалю (7-6(12), 2-6, 1-6). На Открытом чемпионате США уже в первом раунде уступил немцу Томми Хаасу 7-6(3), 4-6, 7-5, 5-7, 2-6. Осенью 2008 года вышел в полуфинал в Бухаресте и Токио, а также в четвертьфинал в Пекине.
Сезон 2009 года Гаске начинает с двух полуфиналов на турнирах в Брисбене и Сиднее. На Открытом чемпионате Австралии проигрывает в пяти сетах в третьем раунде Фернандо Гонсалесу (6-3, 6-3, 6-7(10), 2-6, 10-12). В феврале вышел в полуфинал турнира в Дубае.
Допинг-скандал весной 2009 года
9 мая 2009 года во французской спортивной газете L’Equipe появилась информация, что в допинг-пробе А Гаске, взятой на турнире АТП Мастерс 1000 в Майами в марте 2009 года (с которого он снялся из-за травмы плеча, не сыграв ни одного матча), было обнаружено 1,46 мг кокаина. Проба Б подтвердила результат пробы А, и Гаске грозила 2-летняя дисквалификация. На момент объявления о положительной допинг-пробе Гаске занимал 23-ю позицию в мировом рейтинге. Сам Гаске в интервью L’Equipe отрицал факт приёма кокаина.
В итоге, 15 июля 2009 года независимый антидопинговый трибунал Международной федерации тенниса, рассматривавший дело Гаске, постановил, что кокаин попал в организм 23-летнего теннисиста в результате «неосторожного поведения в ночном клубе», и что видимой вины самого спортсмена в попадании в его организм наркотика нет. Француз заявил трибуналу, что, должно быть, наглотался кокаина во время поцелуя с девушкой, с которой познакомился на музыкальном фестивале. Дисквалификация Гаске «до окончания разбирательств», начавшаяся 1 мая 2009 года, завершилась 15 июля, и с этого момента Ришар мог снова принимать участие в соревнованиях.
В тур вернулся с турнира в Нью-Хейвене. На Открытом чемпионате США в первом же раунде сыграл против Рафаэля Надаля и уступил 2-6, 2-6, 3-6. В сентябре вышел в полуфинал в Меце и четвертьфинал в Куала-Лумпуре. В ноябре до четвертьфинала дошёл в Базеле, завершив сложный для себя сезон на 52-м месте.

### 2010—2011
На старте 2010 года вышел в четвертьфинал в Брисбене, а затем смог дойти до финала на турнире в Сиднее, где уступил Маркосу Багдатису. На Открытом чемпионате Австралии в первом раунде потерпел поражение от Михаила Южного. До апреля сыграл на пяти турнирах и имел баланс встреч 1-5. В апреле дошёл до четвертьфинала в Эшториле, а в мае в Белграде. Затем он выиграл турнир из серии ниже («челленджер») в Бордо и так же во Франции, но уже турнир ATP в Ницце (в финале он обыграл № 9 в мире Фернандо Вердаско).
На Открытом чемпионате Франции ему в первом же раунде достался Энди Маррей, у которого Гаске смог выиграть два первых сета, но уступил по итогу — 6-4, 7-6(5), 4-6, 2-6, 1-6. При подготовке к Уимблдону на турнире в Лондоне получил травму и в итоге пропустил главный травяной турнир сезона. На корт он вышел в конце июля на турнире в Гштаде, где смог пробиться в финал. В нём он уступает Николасу Альмагро — 5-7, 1-6. На Открытом чемпионате США дошёл до четвёртого раунда, переиграв во втором № 6 в мире Николая Давыденко и уступив по итогу Гаэлю Монфису. В конце сентября сыграл полуфинал на турнире в Меце, а в ноябре четвертьфинал в Базеле, закончив сезон 30-м в рейтинге.
В начале сезона 2011 года сыграл в Ченнае (второй раунд) и Сиднее (четвертьфинал). На Открытом чемпионате Австралии выбыл в третьем раунде. В феврале вышел в четвертьфинал в Загребе и полуфинал в Дубае. В марте, победив Пабло Куэваса, Юргена Мельцера и Энди Роддика, вышел в четвертьфинал на Мастерсе Индиан-Уэлсе. На Мастерсе в Майами в Монте-Карло и турнире в Барселоне одинаково уступает в третьем раунде. На Мастерсе в Мадриде в первом. Неплохо Гаске выступает на Мастерсе Риме. На этом турнире он сумел победить Альберта Монтаньеса, Игоря Андреева, а затем и двух игроков первой десятки Роджера Федерера (№ 3) — 4-6, 7-6(2), 7-6(4) и Томаша Бердыха (№ 7) — 4-6, 6-2, 6-4. В итоге Гаске вышел в полуфинал, где проиграл № 1 мирового рейтинга Рафаэлю Надалю — 5-7, 1-6.
На Открытом чемпионате Франции он вышел в четвёртый раунд, выиграв у Радека Штепанека, Марселя Гранольерса и Томаса Беллуччи и уступив только Новаку Джоковичу. Такого же результата он достиг и на Уимблдонском турнире, где уступил только Энди Маррею. В августе дважды дошёл до третьего раунда в Монреале и Цинциннати, а на Открытом чемпионате США проиграл во втором. После этого сыграл ещё два турнира в Меце (четвертьфинал) и Мастерс в Париже (третий раунд). Сезон закончил на 19-м месте.

### 2012—2013 (полуфинал в США)
2012 год начинает с выступления на выставочном командном турнире Кубок Хопмана. На нём вместе со своей соотечественницей Марион Бартоли он помог команде Франции дойти до финала, где они уступили команде Чехии. На первом в году турнире ATP-тура в Сиднее дошёл до четвертьфинала. На Открытом чемпионате Австралии, выиграв у № 9 Янко Типсаревича (6-3, 6-3, 6-1) вышел в четвёртый раунд, где уступил № 6 в мире Давиду Ферреру (4-6, 4-6, 1-6). В феврале на трёх турнирах подряд в Монпелье, Роттердаме и Марселе выходит в четвертьфинал. До четвёртого раунда Гаске доходит на Мастерсе в Майами.
На первом для себя грунтовом турнире сезона в Эшториле он сумел пробиться в финал, где уступил Хуану Мартину дель Потро. Затем на Мастерсе в Мадриде в третьем раунде уступает Федереру. На Мастерсе в Риме он смог выйти в четвертьфинал, переиграв по пути № 4 в мире Энди Маррея (6-7(1), 6-3, 6-2). В борьбе за полуфинал Гаске уступил Давиду Ферреру (6-7(4), 3-6). На Открытом чемпионате Франции он смог дойти до четвёртого раунда, где за недавнее поражение у него смог взять реванш Энди Маррей (6-1, 4-6, 1-6, 2-6). Такой же результат у Гаске был и на Уимблдонском турнире, где дорогу в четвертьфинал для него закрыл Флориан Майер (3-6, 1-6, 6-3, 2-6).
После Уимблдона принимает участие в летних Олимпийских играх 2012 года в Лондоне. Эта Олимпиада стала дебютной в его карьере. В одиночном разряде Гаске выбывает из борьбы уже на стадии второго раунда, проиграв Маркосу Багдатису (4-6, 4-6). Зато в мужских парных соревнованиях ему удалось стать призёром Олимпийских игр. В паре с Жюльеном Беннето он смог выиграть бронзовую медаль, переиграв испанский дуэт Давид Феррер / Фелисиано Лопес. На волне этого успеха по завершении Олимпиады Гаске в третий раз в своей карьере смог выйти в финал на турнире серии Мастерс. В Торонто по дороге к финалу он переиграл Михаила Кукушкина и трёх игроков из первой двадцатки: Томаша Бердыха, Марди Фиша и Джона Изнера. В борьбе за титул он уступает Новаку Джоковичу (3-6, 2-6).
На Мастерсе в Цинциннати проиграл уже в первом раунде Милошу Раоничу. На Открытом чемпионате США Гаске вышел в четвёртый раунд, уступив там Давиду Ферреру. В общей сложности на турнирах Большого шлема сезона 2012 года Гаске отличался стабильностью, дойдя на всех четырёх до стадии четвёртого раунда и не сумев пройти дальше. После выступления в США выигрывает турнир в Бангкоке. В финале он переиграл Жиля Симона (6-2, 6-1) и завоевал свой 7-й одиночный титул ATP. В октябре он смог выйти в полуфинал зального турнира в Базеле.
Гаске удачно начал сезон 2013 года с победы на турнире в Дохе. В финале он победил россиянина Николая Давыденко — 3-6, 7-6(4), 6-3. Вслед за этой победой он вышел в четвертый раунд Открытого чемпионата Австралии, где проиграл соотечественнику Жо-Вильфриду Тсонга в четырех сетах. В феврале Гаске выиграл свой второй титул года, победив соотечественника Бенуа Пера (6-2, 6-3) в финале турнира В Монпелье. В марте на Мастерсе в Майами французу удалось выйти в полуфинал. В апреле на первом грунтовом мастерсе сезона в Монте-Карло он вышел в четвертьфинал. На Открытом чемпионате Франции Ришар проиграл в четвертом раунде Стэну Вавринке, хотя выиграл первые два сета. В июне на турнире в Халле он вышел в полуфинал, а на Уимблдоне проиграл в третьем раунде австралийцу Бернарду Томичу в четырёх сетах.
На Мастерсе в Монреале его результатом стал четвертьфинал. На Открытом чемпионате США Гаске пробился в полуфинал, показав лучший результат на турнирах Большого шлема с Уимблдона 2007 года. Он победил № 4 в мире Давида Феррера в четвертьфинале, проиграв два сета, прежде чем одержать волевую победу 6-3 в пятом. Впоследствии он проиграл будущему чемпиону Рафаэлю Надалю. Гаске укрепил свою позицию в топ-10 рейтинга. Осенью француз дважды выходил в полуфинал на турнирах в Бангкоке и Пекине, а затем смог завоевать 10-й одиночный титул АТП, победив на турнире в Москве. В решающем матче Ришар одолел Михаила Кукушкина (4-6, 6-4, 6-4). На домашнем мастерсе в Париже Гаске вышел в четвертьфинал. По итогам года он попал на финальный турнир Мирового тура во второй раз в своей карьере, но покинул турнир на групповом этапе после поражений от Новака Джоковича, Хуана Мартина Дель Потро и Роджера Федерера. Сезон 2013 года он завершил в топ-10, заняв 9-ю строчку.

### 2014—2016 (травмы и полуфинал Уимблдона)
Сезон 2014 года сложился для Гаске не слишком удачно. Он не смог полноценно провести год из-за травм и опустился по итогам года за пределы топ-20. В феврале он отметился выходом в финал турнира в Монпелье, в котором уступил Гаэлю Монфису (4-6, 4-6), а также полуфиналом в Марселе. Ещё раз до финала он доиграл в июне на травяном турнире в Истборне, но вновь проиграл — на этот раз Фелисиано Лопесу — 3-6, 7-6(5), 5-7. В августе Гаске вышел в полуфинал турнира в Вашингтоне. В 2014 году он помог сборной Франции выйти в финал Кубка Дэвиса, принеся по два очка в первом раунде и полуфинале. В финале против команды Швейцарии он уже помочь не смог, проиграв личную встречу Федереру и парный матч.
В феврале 2015 года Гаске в третий раз выиграл зальный турнир в Монпелье, где финал закончился после трёх геймов первого сета из-за отказа от продолжения матча Ежи Яновича. Следующий титул он завоевал в начале мая на грунте в Эшториле. В матче за главный приз он переиграл австралийца Ника Кирьоса — 6-3, 6-2. На кортах Ролан Гаррос Гаске впервые с 2013 года преодолел стадию третьего раунда на Больших шлемах и вышел в четвёртый. Еще лучше он провел Уимблдонский турнир, на котором во второй раз в карьере вышел в полуфинал. Для этого он в четвертьфинале в затяжном матче (3 часа 28 минут) переиграл Стэна Вавринку (6-4, 4-6, 3-6, 6-4, 11-9). В борьбе за выход в финал Гаске уступил первой ракетке мира Новаку Джоковичу в трёх сетах. В августе он вышел в четвертьфинал мастерса в Цинциннати, а затем до этой же стадии добрался на Открытом чемпионате США. Лучшими результатами осени стали два выхода в полуфинал на зальных турнирах в Стокгольме и Базеле, а также четвертьфинал мастерса в Париже. Результаты сезона позволили Гаске вернутся в топ-10 и занять итоговую 9-ю строчку.
Начало сезона 2016 года и Открытый чемпионат Австралии Гаске пропустил из-за травмы спины. Вернувшись к игре в феврале он смог победить на турнире в Монпелье, обыграв в финале соотечественника Поля-Анри Матьё — 7-5, 6-4. На Открытом чемпионате Франции Гаске смог выйти в четвертьфинал. На Уимблдонском турнире его результатом стал четвёртый раунд. Осенью Ришар вышел в финал турнира в Шэньчжэне, проиграв в нём Томашу Бердыху (6-7(5), 7-6(2), 3-6). Через три недели после этого он также смог выйти в финал на турнире в Антверпене, где уже смог победить — Диего Шварцман был обыгран со счётом 7-6(4), 6-1.

### 2017—2019 (победа в Кубке Дэвиса)
На старте сезона 2017 года Гаске стал победителем неофициального командного турнира Кубок Хопмана. Он разделил свой успех с партнёршей по команде Кристиной Младенович. В феврале он в очередной раз вышел в финал турнира в Монпелье, но на этот раз в борьбе за главный трофей Ришар проиграл Александру Звереву — 6-7(4), 3-6. На турнире в Марселе он вышел в полуфинал, а после этого пропустил два месяца из-за травм. Следующего полуфинала Гаске достиг в июне на траве в Халле, а через неделю в ту же стадию он попал на турнире в Истборне. В октябре на мастерсе в Шанхае Ришар вышел в четвертьфинал. В концовке сезона Гаске помог сборной Франции одолеть в финале Кубка Дэвиса бельгийцев. Он в финале сыграл парный матч, в котором победил совместно с Пьер-Югом Эрбером. По итогу французы победили с общим счётом 3-2.
На Открытом чемпионате Австралии Ришар Гаске не смог пробиться в четвёртый раунд, уступив 2-й ракетке турнира Роджеру Федереру. В феврале он сыграл в финале в Монпелье, проиграв в нём Люке Пую — 6-7(2), 4-6. Лучшими результатами грунтовой части сезона для Ришара стали полуфинал в Марракеше и четвертьфинал мастерса в Монте-Карло. На Открытом чемпионате Франции француз дошёл до третьего раунда, в котором уступил первой ракетке турнира Рафаэлю Надалю. В июне Гаске впервые с 2006 года выиграл турнир на траве. Он стал чемпионом в Хертогенбосе, обыграв в финале Жереми Шарди — 6-3, 7-6(5). В июле Гаске вышел в финал турнира уже на грунте, однако в борьбе за главный приз в Бостаде проиграл Фабио Фоньини — 3-6, 6-3, 1-6. На Открытом чемпионате США он вышел в третий раунд, где проиграл Новаку Джоковичу. Осенью дважды достиг полуфинала — на турнирах в Токио и Антверпене.
18 января 2019 Гаске сделали операцию на паховой грыже и восстановление заняло несколько месяцев. Первый официальный матч в сезоне он провёл в мае на мастерсе в Мадриде. В июне на турнире в Хертогенбосе он не смог защитить прошлогодний титул, но прошёл по итогу в полуфинал. В августе он хорошо смотрелся на мастерсе в Цинциннати, где также сумел пройти в стадию полуфинала, пройдя Энди Маррея, Федерико Дельбониса и Диего Шварцмана, не отдав им ни одного сета. Потом в трёх сетах был обыгран Роберто Баутиста Агут. В полуфинале Гаске уступил Давиду Гоффину — 3-6, 4-6.

### 2020—2024
Гаске пропустил старт сезона 2020 года и первым турниром для него стал Монпелье в феврале, где он вышел в четвертьфинал. Через три недели в Дубае он также смог выйти в четвертьфинал. После паузы в сезоне лучше всего смог сыграть в ноябре на турнире в Софии, сумев выйти в полуфинал.
В 2021 году Гаске только в мае смог выиграть более одно матча на одном турнире и выйти в четвертьфинал (в Лионе и Парме). В июле Гаске смог выйти в финал грунтового турнира в Умаге, в котором проиграл 18-летнему Карлосу Алькарасу (2-6, 2-6). До конца сезона в основном туре Гаске ещё один раз добирался до четвертьфинала — в августе в Уинстон-Сейлеме.
Зимой 2022 года Гаске один раз побывал в четвертьфинале — в феврале на турнире в Монпелье. В грунтовой части сезона он вышел в 1/4 финала в Марракеше и Кашкайше. На турнире в Женеве в матче второго раунда Гаске смог обыграть вторую ракетку мира Даниила Медведева (6-2, 7-6) и в целом вышел в полуфинал. На Уимблдонском турнире впервые с 2018 года удалось выйти в третий раунд Большого шлема. Также он выступил и на Открытом чемпионате США, за недлю до которого отметился четвертьфиналом в Уинстон-Сейлеме. В осенней части сезона лучшим результатом француза стал полуфинал турнира в Антверпене.
В январе 2023 года выиграл турнир ATP 250 в Окленде, обыграв в финале 12-ю ракетку мира Кэмерона Норри (4-6, 6-4, 6-4). Это была первая с лета 2018 года победа Гаске на турнирах ATP, благодаря чему он поднялся на 42-е место в рейтинге впервые с 2019 года. В июне вышел в четвертьфинал на траве в Штутгарте, обыграв для этого № 5 в мире Стефаноса Циципаса (7-6, 2-6, 7-5). В августе доиграл до 14/ финала в Уинстон-Сейлеме. На всех четырёх турнирах Большого шлема 2023 года Гаске проигрывал уже в первом круге. Он впервые с 2005 года не сумел выиграть ни одного матча на турнирах Большого шлема. В 2023 году 19-й раз подряд закончил сезон в топ-100 мирового рейтинга.
В январе 2024 года Гаске не сумел защитить свой титул ATP 250 в Окленде, проиграв уже в первом круге Артюру Фису (3-6, 4-6). Из-за этого Гаске впервые с 2005 года выпал из топ-100 мирового рейтинга, где находился непрерывно почти 19 лет (956 недель). После этого Гаске заявил, что если не сумеет быстро вернуться в топ-100, то закончит карьеру, так как не намерен выступать на уровне «челленджеров». На Открытом чемпионате Австралии Гаске в первом круге в трёх сетах уступил второй ракетке мира Карлосу Алькарасу. В феврале Гаске вышел в финал «челленджера» в Бахрейне. В апреле в качестве лаки-лузера попал на турнир в Кашкайше, где вышел в четвертьфинал.
На Открытом чемпионате Франции 2024 года обыграл в первом круге в трёх сетах Борну Чорича, но затем уступил второй ракетке мира Яннику Синнеру со счётом 4-6 2-6 4-6. Гаске 21-й раз в карьере сыграл в основной сетке «Ролан Гаррос» и 15-й раз подряд. На Уимблдоне 2024 года был вынужден играть в квалификации, где в третьем раунде уступил 123-й ракетке мира Виту Копршиве в 4 партиях.
В сентябре 2024 года выиграл «челленджер» на харде во французском Касси.

## Рейтинг на конец года
| Год  | Одиночный рейтинг | Парный рейтинг |
| 2024 | 129               | —              |
| 2023 | 76                | —              |
| 2022 | 68                | —              |
| 2021 | 87                | —              |
| 2020 | 47                | —              |
| 2019 | 61                | —              |
| 2018 | 26                | —              |
| 2017 | 31                | —              |
| 2016 | 18                | 857            |
| 2015 | 9                 | 600            |
| 2014 | 26                | 188            |
| 2013 | 9                 | 237            |
| 2012 | 10                | 180            |
| 2011 | 19                | 206            |
| 2010 | 30                | 452            |
| 2009 | 52                | 129            |
| 2008 | 25                | 83             |
| 2007 | 8                 | 78             |
| 2006 | 18                | 112            |
| 2005 | 16                | 411            |
| 2004 | 107               | 969            |
| 2003 | 93                | 425            |
| 2002 | 161               | 1312           |
| 2001 | 1309              | —              |

По данным официального сайта ATP на последнюю неделю года.

## Выступления на турнирах

### Финалы турнировATPв одиночном разряде (33)

#### Победы (16)
| Легенда                            |
| ---------------------------------- |
| Турниры Большого шлема (0)*        |
| Итоговый турнир ATP (0)            |
| Мастерс (0)                        |
| АТР Gold / АТР 500 (0)             |
| АТР International / АТР 250 (16+2) |

| Титулы по покрытиям | Титулы по месту проведения матчей турнира |
| ------------------- | ----------------------------------------- |
| Хард (9+2)*         | Зал (7+1)                                 |
| Грунт (3)           | Зал (7+1)                                 |
| Трава (3)           | Открытый воздух (9+1)                     |
| Ковёр (1)           | Открытый воздух (9+1)                     |

* количество побед в одиночном разряде + количество побед в парном разряде.
| №   | Дата             | Турнир                        | Покрытие    | Соперник в финале | Счёт                  |
| 1.  | 13 июня 2005     | Ноттингем, Великобритания     | Трава       | Максим Мирный     | 6-2 6-3               |
| 2.  | 19 июня 2006     | Ноттингем, Великобритания (2) | Трава       | Йонас Бьоркман    | 6-4 6-3               |
| 3.  | 16 июля 2006     | Гштад, Швейцария              | Грунт       | Фелисиано Лопес   | 7-6(4) 6-7(3) 6-3 6-3 |
| 4.  | 30 октября 2006  | Лион, Франция                 | Ковёр (зал) | Марк Жикель       | 6-3 6-1               |
| 5.  | 30 сентября 2007 | Мумбаи, Индия                 | Хард        | Оливье Рохус      | 6-3 6-4               |
| 6.  | 22 мая 2010      | Ницца, Франция                | Грунт       | Фернандо Вердаско | 6-3 5-7 7-6(5)        |
| 7.  | 30 сентября 2012 | Бангкок, Таиланд              | Хард (зал)  | Жиль Симон        | 6-2 6-1               |
| 8.  | 5 января 2013    | Доха, Катар                   | Хард        | Николай Давыденко | 3-6 7-6(4) 6-3        |
| 9.  | 10 февраля 2013  | Монпелье, Франция (2)         | Хард (зал)  | Бенуа Пер         | 6-2 6-3               |
| 10. | 20 октября 2013  | Москва, Россия                | Хард (зал)  | Михаил Кукушкин   | 4-6 6-4 6-4           |
| 11. | 8 февраля 2015   | Монпелье, Франция (3)         | Хард (зал)  | Ежи Янович        | 3-0 — отказ           |
| 12. | 3 мая 2015       | Кашкайш, Португалия           | Грунт       | Ник Кирьос        | 6-3 6-2               |
| 13. | 7 февраля 2016   | Монпелье, Франция (4)         | Хард (зал)  | Поль-Анри Матьё   | 7-5 6-4               |
| 14. | 23 октября 2016  | Антверпен, Бельгия            | Хард (зал)  | Диего Шварцман    | 7-6(4) 6-1            |
| 15. | 17 июня 2018     | Хертогенбос, Нидерланды       | Трава       | Жереми Шарди      | 6-3 7-6(5)            |
| 16. | 14 января 2023   | Окленд, Новая Зеландия        | Хард        | Кэмерон Норри     | 4-6 6-4 6-4           |

#### Поражения (17)
| №   | Дата            | Турнир                  | Покрытие   | Соперник в финале      | Счёт              |
| 1.  | 11 октября 2004 | Мец, Франция            | Хард (зал) | Жером Энель            | 6-7(9) 4-6        |
| 2.  | 15 мая 2005     | Гамбург, Германия       | Грунт      | Роджер Федерер         | 3-6 5-7 6-7(4)    |
| 3.  | 13 августа 2006 | Торонто, Канада         | Хард       | Роджер Федерер         | 6-2 3-6 2-6       |
| 4.  | 6 мая 2007      | Оэйраш, Португалия      | Грунт      | Новак Джокович         | 6-7(7) 6-0 1-6    |
| 5.  | 7 октября 2007  | Токио, Япония           | Хард       | Давид Феррер           | 1-6 2-6           |
| 6.  | 13 июля 2008    | Штутгарт, Германия      | Грунт      | Хуан Мартин дель Потро | 4-6 5-7           |
| 7.  | 16 января 2010  | Сидней, Австралия       | Хард       | Маркос Багдатис        | 4-6 6-7(2)        |
| 8.  | 1 августа 2010  | Гштад, Швейцария        | Грунт      | Николас Альмагро       | 5-7 1-6           |
| 9.  | 6 мая 2012      | Оэйраш, Португалия (2)  | Грунт      | Хуан Мартин дель Потро | 4-6 2-6           |
| 10. | 12 августа 2012 | Торонто, Канада (2)     | Хард       | Новак Джокович         | 3-6 2-6           |
| 11. | 9 февраля 2014  | Монпелье, Франция       | Хард (зал) | Гаэль Монфис           | 4-6 4-6           |
| 12. | 21 июня 2014    | Истборн, Великобритания | Трава      | Фелисиано Лопес        | 3-6 7-6(5) 5-7    |
| 13. | 2 октября 2016  | Шэньчжэнь, Китай        | Хард       | Томаш Бердых           | 6-7(5) 7-6(2) 3-6 |
| 14. | 12 февраля 2017 | Монпелье, Франция (2)   | Хард (зал) | Александр Зверев       | 6-7(4) 3-6        |
| 15. | 11 февраля 2018 | Монпелье, Франция (3)   | Хард (зал) | Люка Пуй               | 6-7(2) 4-6        |
| 16. | 22 июля 2018    | Бостад, Швеция          | Грунт      | Фабио Фоньини          | 3-6 6-3 1-6       |
| 17. | 25 июля 2021    | Умаг, Хорватия          | Грунт      | Карлос Алькарас        | 2-6 2-6           |

### Финалы челленджеров и фьючерсов в одиночном разряде (15)

#### Победы (12)
| Условные обозначения |
| Челленджеры (9)*     |
| Фьючерсы (3)         |

| Титулы по покрытиям | Титулы по месту проведения матчей турнира |
| ------------------- | ----------------------------------------- |
| Хард (2)*           | Зал (2)                                   |
| Грунт (10)          | Зал (2)                                   |
| Трава (0)           | Открытый воздух (10)                      |
| Ковёр (0)           | Открытый воздух (10)                      |

* количество побед в одиночном разряде.
| №   | Дата             | Турнир                        | Покрытие   | Соперник в финале   | Счёт          |
| 1.  | 31 марта 2002    | Барселона, Испания            | Грунт      | Марк Марко Риполь   | 6-2 6-1       |
| 2.  | 5 мая 2002       | Борнмут, Великобритания       | Грунт      | Ярослав Левинский   | 6-3 6-1       |
| 3.  | 18 мая 2002      | Арнсберг, Германия            | Грунт      | Виктор Йоницэ       | 6-3 6-3       |
| 4.  | 7 июля 2002      | Монтобан, Франция             | Грунт      | Оскар Серрано Гамес | 7-5 6-1       |
| 5.  | 16 марта 2003    | Сараево, Босния и Герцеговина | Хард (зал) | Дик Норман          | 6-1 7-6(7)    |
| 6.  | 27 апреля 2003   | Неаполь, Италия               | Грунт      | Жиль Мюллер         | 6-4 6-4       |
| 7.  | 29 июня 2003     | Реджо-нель-Эмилия, Италия     | Грунт      | Потито Стараче      | 7-5 6-1       |
| 8.  | 28 сентября 2003 | Гренобль, Франция             | Хард (зал) | Харел Леви          | 7-5 7-6(1)    |
| 9.  | 27 марта 2005    | Барлетта, Италия              | Грунт      | Алессио ди Мауро    | 6-3 7-6(6)    |
| 10. | 3 апреля 2005    | Неаполь, Италия               | Грунт      | Потито Стараче      | 4-6 6-3 7-5   |
| 11. | 16 мая 2010      | Бордо, Франция                | Грунт      | Микаэль Льодра      | 4-6 6-1 6-4   |
| 12. | 17 сентября 2017 | Щецин, Польша                 | Грунт      | Флориан Майер       | 7-6(3) 7-6(4) |

#### Поражения (3)
| №  | Дата            | Турнир                            | Покрытие | Соперник в финале | Счёт        |
| 1. | 28 июля 2002    | Тампере, Финляндия                | Грунт    | Яркко Ниеминен    | 5-7 6-7(2)  |
| 2. | 16 июля 2023    | Сан-Бенедетто-дель-Тронто, Италия | Грунт    | Бенуа Пер         | 6-4 1-6 1-6 |
| 3. | 18 февраля 2024 | Манама, Бахрейн                   | Хард     | Михаил Кукушкин   | 6-7(5) 4-6  |

### Финалы турнировATPв парном разряде (4)

#### Победы (2)
| №  | Дата           | Турнир            | Покрытие   | Партнёр            | Соперники в финале       | Счёт           |
| 1. | 8 октября 2006 | Мец, Франция      | Хард (зал) | Фабрис Санторо     | Юрген Мельцер Юлиан Ноул | 3-6 6-1 [11-9] |
| 2. | 12 января 2008 | Сидней, Австралия | Хард       | Жо-Вильфрид Тсонга | Боб Брайан Майк Брайан   | 4-6 6-4 [11-9] |

#### Поражения (2)
| №  | Дата           | Турнир                  | Покрытие   | Партнёр        | Соперники в финале        | Счёт           |
| 1. | 23 апреля 2007 | Монте-Карло, Монако     | Грунт      | Жюльен Беннето | Боб Брайан Майк Брайан    | 2-6 1-6        |
| 2. | 1 ноября 2009  | Санкт-Петербург, Россия | Хард (зал) | Жереми Шарди   | Кен Скупски Колин Флеминг | 6-2 5-7 [4-10] |

### Финалы челленджеров и фьючерсов в парном разряде (1)

#### Поражения (1)
| №  | Дата         | Турнир            | Покрытие   | Партнёр    | Соперники в финале       | Счёт    |
| 1. | 9 марта 2003 | Безансон, Франция | Хард (зал) | Николя Маю | Юлиан Ноул Йонатан Эрлих | 3-6 4-6 |

### Финалы турниров Большого шлема в смешанном парном разряде (1)

#### Победы (1)
| №  | Год  | Турнир                     | Покрытие | Партнёрша       | Соперники в финале  | Счёт    |
| 1. | 2004 | Открытый чемпионат Франции | Грунт    | Татьяна Головин | Кара Блэк Уэйн Блэк | 6-3 6-4 |

### Финалы командных турниров (4)

#### Победы (2)
| №  | Год  | Турнир        | Команда                                         | Соперник в финале                                  | Счёт |
| -- | ---- | ------------- | ----------------------------------------------- | -------------------------------------------------- | ---- |
| 1. | 2017 | Кубок Хопмана | Франция · К.Младенович, Р.Гаске                 | США · К.Вандевеге, Дж. Сок                         | 2-1  |
| 2. | 2017 | Кубок Дэвиса  | Франция Р.Гаске, Л.Пуй, Ж.-В.Тсонга, П.-Ю.Эрбер | Бельгия Р.Бемельманс, Д.Гоффен, С.Дарси, Й.де Лоре | 3-2  |

#### Поражения (2)
| №  | Год  | Турнир        | Команда                                           | Соперник в финале               | Счёт |
| -- | ---- | ------------- | ------------------------------------------------- | ------------------------------- | ---- |
| 1. | 2012 | Кубок Хопмана | Франция · М.Бартоли, Р.Гаске                      | Чехия · П.Квитова, Т.Бердых     | 0-2  |
| 2. | 2014 | Кубок Дэвиса  | Франция Ж.-В.Тсонга, Г.Монфис, Ж.Беннето, Р.Гаске | Швейцария C.Вавринка, Р.Федерер | 1-3  |

## История выступлений на турнирах
По состоянию на 20 февраля 2025 года
Для того, чтобы предотвратить неразбериху и удваивание счета, информация в этой таблице корректируется только по окончании турнира или по окончании участия там данного игрока.
| Турнир                       | 2002          | 2003          | 2004          | 2005          | 2006          | 2007          | 2008          | 2009                    | 2010                    | 2011                    | 2012                    | 2013                    | 2014                    | 2015                    | 2016                    | 2017                    | 2018                    | 2019                    | 2020                    | 2021                    | 2022                    | 2023                    | 2024                    | 2025                    | Итог   | В/П за карьеру |
| ---------------------------- | ------------- | ------------- | ------------- | ------------- | ------------- | ------------- | ------------- | ----------------------- | ----------------------- | ----------------------- | ----------------------- | ----------------------- | ----------------------- | ----------------------- | ----------------------- | ----------------------- | ----------------------- | ----------------------- | ----------------------- | ----------------------- | ----------------------- | ----------------------- | ----------------------- | ----------------------- | ------ | -------------- |
| Турниры Большого шлема       |               |               |               |               |               |               |               |                         |                         |                         |                         |                         |                         |                         |                         |                         |                         |                         |                         |                         |                         |                         |                         |                         |        |                |
| Открытый чемпионат Австралии | -             | 1P            | 1P            | -             | 1P            | 4P            | 4P            | 3Р                      | 1Р                      | 3Р                      | 4P                      | 4P                      | 3Р                      | 3Р                      | -                       | 3Р                      | 3Р                      | -                       | -                       | -                       | 2Р                      | 1Р                      | 1Р                      | K1                      | 0 / 17 | 25-17          |
| Открытый чемпионат Франции   | 1P            | 1P            | 1P            | 3Р            | 2Р            | 2Р            | -             | -                       | 1P                      | 4P                      | 4P                      | 4P                      | 3P                      | 4P                      | 1/4                     | 3P                      | 3P                      | 2P                      | 1P                      | 2P                      | 2P                      | 1P                      | 2P                      |                         | 0 / 21 | 30-21          |
| Уимблдонский турнир          | -             | -             | 1P            | 4P            | 1P            | 1/2           | 4P            | -                       | -                       | 4P                      | 4P                      | 3P                      | 2P                      | 1/2                     | 4P                      | 1P                      | 1P                      | 1P                      | НП                      | 2P                      | 3P                      | 1P                      | К3                      | -                       | 0 / 17 | 31-17          |
| Открытый чемпионат США       | K2            | -             | K1            | 4P            | 4P            | 2P            | 1P            | 1P                      | 4P                      | 2P                      | 4P                      | 1/2                     | 3P                      | 1/4                     | 1P                      | 1P                      | 3P                      | 1P                      | 2P                      | 1P                      | 3P                      | 1P                      | К2                      | -                       | 0 / 19 | 30-18          |
| Итог                         | 0 / 1         | 0 / 2         | 0 / 3         | 0 / 3         | 0 / 4         | 0 / 4         | 0 / 3         | 0 / 2                   | 0 / 3                   | 0 / 4                   | 0 / 4                   | 0 / 4                   | 0 / 4                   | 0 / 4                   | 0 / 3                   | 0 / 4                   | 0 / 4                   | 0 / 3                   | 0 / 2                   | 0 / 3                   | 0 / 4                   | 0 / 4                   | 0 / 2                   | 0 / 0                   | 0 / 74 |                |
| В/П в сезоне                 | 0-1           | 0-2           | 0-3           | 8-3           | 4-4           | 10-3          | 6-3           | 2-2                     | 3-3                     | 9-4                     | 12-4                    | 13-4                    | 7-4                     | 14-4                    | 7-3                     | 4-4                     | 6-4                     | 1-3                     | 1-2                     | 2-3                     | 6-4                     | 0-4                     | 1-2                     | 0-0                     |        | 116-73         |
| Итоговые турниры             |               |               |               |               |               |               |               |                         |                         |                         |                         |                         |                         |                         |                         |                         |                         |                         |                         |                         |                         |                         |                         |                         |        |                |
| Итоговый турнир ATP          | -             | -             | -             | -             | -             | Группа        | -             | -                       | -                       | -                       | -                       | Группа                  | -                       | -                       | -                       | -                       | -                       | -                       | -                       | -                       | -                       | -                       | -                       | -                       | 0 / 2  | 1-5            |
| Олимпийские игры             |               |               |               |               |               |               |               |                         |                         |                         |                         |                         |                         |                         |                         |                         |                         |                         |                         |                         |                         |                         |                         |                         |        |                |
| Летняя Олимпиада             | НП            | НП            | -             | Не проводился | Не проводился | Не проводился | -             | Не проводился           | Не проводился           | Не проводился           | 2Р                      | Не проводился           | Не проводился           | Не проводился           | -                       | Не проводился           | Не проводился           | Не проводился           | Не проводился           | -                       | Не проводился           | Не проводился           | -                       | НП                      | 0 / 1  | 1-1            |
| Турниры Мастерс              |               |               |               |               |               |               |               |                         |                         |                         |                         |                         |                         |                         |                         |                         |                         |                         |                         |                         |                         |                         |                         |                         |        |                |
| Индиан-Уэлс                  | -             | -             | -             | -             | 4Р            | 4Р            | 4Р            | 3Р                      | 1Р                      | 1/4                     | 2Р                      | 4Р                      | 3Р                      | 2Р                      | 4Р                      | -                       | -                       | -                       | НП                      | -                       | 1Р                      | 2Р                      | -                       |                         | 0 / 13 | 16-13          |
| Майами                       | -             | 1Р            | -             | -             | 2Р            | 3Р            | 2Р            | -                       | 1Р                      | 3Р                      | 4Р                      | 1/2                     | 4Р                      | -                       | 4Р                      | -                       | 2Р                      | -                       | НП                      | -                       | 1Р                      | 2Р                      | -                       |                         | 0 / 13 | 13-12          |
| Монте-Карло                  | 2Р            | 1Р            | К1            | 1/2           | -             | 1/4           | 3Р            | -                       | 2Р                      | 3Р                      | -                       | 1/4                     | -                       | -                       | 2Р                      | -                       | 1/4                     | -                       | НП                      | -                       | -                       | 1Р                      | -                       |                         | 0 / 11 | 18-11          |
| Мадрид                       | -             | -             | -             | -             | 2Р            | 2Р            | 3Р            | -                       | -                       | 1Р                      | 3Р                      | 2Р                      | -                       | 2Р                      | 3Р                      | -                       | 2Р                      | 2Р                      | НП                      | -                       | -                       | 2Р                      | 1Р                      |                         | 0 / 12 | 10-12          |
| Рим                          | -             | -             | -             | 2Р            | -             | 2Р            | 1Р            | 3Р                      | -                       | 1/2                     | 1/4                     | 3Р                      | -                       | 2Р                      | 3Р                      | -                       | 1Р                      | 1Р                      | -                       | 1Р                      | -                       | 1Р                      | К2                      |                         | 0 / 13 | 16-13          |
| Монреаль/Торонто             | -             | -             | -             | 2Р            | Ф             | 2Р            | 1/4           | -                       | 1Р                      | 3Р                      | Ф                       | 1/4                     | 3Р                      | -                       | -                       | 2Р                      | -                       | 3Р                      | НП                      | -                       | -                       | -                       | -                       | -                       | 0 / 11 | 22-10          |
| Цинциннати                   | -             | -             | -             | 2Р            | 1Р            | 2Р            | 2Р            | -                       | 3Р                      | 3Р                      | 1Р                      | 2Р                      | -                       | 1/4                     | 2Р                      | 2Р                      | 1Р                      | 1/2                     | 2Р                      | 1Р                      | -                       | 1Р                      | -                       | -                       | 0 / 16 | 16-16          |
| Шанхай                       | Не проводился | Не проводился | Не проводился | Не проводился | Не проводился | Не проводился | Не проводился | 1Р                      | 3Р                      | -                       | 2Р                      | 1Р                      | 2Р                      | 3Р                      | 1Р                      | 1/4                     | 2Р                      | 1Р                      | Не проводился           | Не проводился           | Не проводился           | 1Р                      | -                       | -                       | 0 / 11 | 10-11          |
| Париж                        | K1            | 1Р            | K1            | -             | 3Р            | 1/2           | -             | -                       | 2Р                      | 3Р                      | 2Р                      | 1/4                     | 2Р                      | 1/4                     | 3Р                      | 3Р                      | 2Р                      | -                       | 2Р                      | 1Р                      | 2Р                      | 1Р                      | 1Р                      | -                       | 0 / 17 | 16-16          |
| Гамбург                      | -             | -             | -             | Ф             | 1Р            | 2Р            | 2Р            | Не турнир серии Мастерс | Не турнир серии Мастерс | Не турнир серии Мастерс | Не турнир серии Мастерс | Не турнир серии Мастерс | Не турнир серии Мастерс | Не турнир серии Мастерс | Не турнир серии Мастерс | Не турнир серии Мастерс | Не турнир серии Мастерс | Не турнир серии Мастерс | Не турнир серии Мастерс | Не турнир серии Мастерс | Не турнир серии Мастерс | Не турнир серии Мастерс | Не турнир серии Мастерс | Не турнир серии Мастерс | 0 / 4  | 6-4            |
| Статистика за карьеру        |               |               |               |               |               |               |               |                         |                         |                         |                         |                         |                         |                         |                         |                         |                         |                         |                         |                         |                         |                         |                         |                         |        |                |
| Проведено финалов            | 0             | 0             | 1             | 2             | 4             | 3             | 1             | 0                       | 3                       | 0                       | 3                       | 3                       | 2                       | 2                       | 3                       | 1                       | 3                       | 0                       | 0                       | 1                       | 0                       | 1                       | 0                       | 0                       |        | 33             |
| Выиграно турниров АТП        | 0             | 0             | 0             | 1             | 3             | 1             | 0             | 0                       | 1                       | 0                       | 1                       | 3                       | 0                       | 2                       | 2                       | 0                       | 1                       | 0                       | 0                       | 0                       | 0                       | 1                       | 0                       | 0                       |        | 16             |
| В/П: всего                   | 1-5           | 2-8           | 13-15         | 31-11         | 34-21         | 49-24         | 32-22         | 22-15                   | 38-22                   | 34-20                   | 42-22                   | 50-23                   | 31-19                   | 43-17                   | 35-18                   | 29-18                   | 35-23                   | 17-17                   | 10-10                   | 14-16                   | 26-19                   | 14-24                   | 4-14                    | 1-2                     |        | 607-405        |
| Σ % побед                    | 17 %          | 20 %          | 46 %          | 74 %          | 62 %          | 67 %          | 59 %          | 59 %                    | 63 %                    | 63 %                    | 66 %                    | 68 %                    | 62 %                    | 72 %                    | 66 %                    | 62 %                    | 60 %                    | 50 %                    | 50 %                    | 47 %                    | 58 %                    | 37 %                    | 22 %                    | 33 %                    |        | 60 %           |

К — проигрыш в квалификационном турнире.